# Paroedura vazimba
Paroedura vazimba är en ödleart som beskrevs av  Ronald Archie Nussbaum och RAXWORTHY 2000. Paroedura vazimba ingår i släktet Paroedura och familjen geckoödlor. IUCN kategoriserar arten globalt som sårbar. Inga underarter finns listade i Catalogue of Life.